# ラドスラフ・コヴァーチ
ラドスラフ・コヴァーチ（Radoslav Kováč, 1979年11月27日 - ）は、チェコ（旧チェコスロバキア）・シュムペルク出身の元同国代表サッカー選手、現サッカー指導者。現役時代のポジションはDF、MF。

## 経歴

### クラブ
SKシグマ・オロモウツの下部組織で育ち、2003-04シーズンにACスパルタ・プラハに加入した。2005年7月、ロシアのFCスパルタク・モスクワに移籍した。2009年1月30日からシーズン終了後までの契約でウェストハム・ユナイテッドFCへレンタル移籍した。2月25日のFAカップ・ミドルズブラFC戦でデビューした。5月16日のエヴァートンFC戦で初得点した。8月10日にウェストハムへ完全移籍。同クラブではカップ戦含め62試合に出場した。
2011年6月24日、クラブのチャンピオンシップ降格に伴いスイスのFCバーゼルに2年契約で移籍。2014-15シーズンより、FCスロヴァン・リベレツからACスパルタ・プラハに復帰することが発表された。
シーズン限りでの現役引退表明後の2016年5月14日、リーグ最終節のFCヴィソチナ・イフラヴァ戦でフル出場し5-0の勝利で飾った。引退後はクラブのアシスタントコーチを務めた。2020年からは監督として独り立ちし、チェコ1部リーグのクラブを転々としている。

### 代表
チェコ代表としてU-21で15試合に出場した。2004年10月9日のルーマニア戦でフル代表デビューを飾った。2007年5月28日のキプロス戦で初得点した。これまでに30試合に出場している。
2009年4月、売春婦とともにレストランで飲食パーティーをしていたとして、トマーシュ・ウイファルシ、マレク・マテヨフスキー、ヴァーツラフ・スヴェルコシュ、ミラン・バロシュ、マルティン・フェニンとともに代表から追放された。

## 代表歴

### 出場大会
- チェコ代表
  - 2006 FIFAワールドカップ

### 試合数
- 国際Aマッチ 31試合 2得点（2004年-2009年）[6]

| チェコ代表 | 国際Aマッチ | 国際Aマッチ |
| 年         | 出場        | 得点        |
| ---------- | ----------- | ----------- |
| 2004       | 2           | 0           |
| 2005       | 3           | 0           |
| 2006       | 7           | 0           |
| 2007       | 9           | 1           |
| 2008       | 8           | 1           |
| 2009       | 2           | 0           |
| 通算       | 31          | 2           |

## タイトル
バーゼル
- アーレン・カップ : 2011
- スーパーリーグ : 2011-12
- スイス・カップ : 2012